# 현대트랜시스
현대트랜시스(Hyundai Transys)는 대한민국 현대자동차그룹 계열의 자동차 부품 기업이다. 주로 만드는 제품은 변속기이며, 변속기 외에는 액슬, 시트 등의 자동차 부품을 생산하고 있다.
1994년에 설립한 이래 1997년 현대정공의 변속기 사업 인수, 2002년 코리아정공 합병, 2004년 현대오토모티브(現현대엠시트) 인수를 거치면서 파워 트레인에서 시트까지 사업 분야를 확대하며 현대자동차그룹 핵심 부품계열사로 자리잡았다. 현대트랜시스는 한국을 비롯해 미국, 중국, 멕시코, 브라질, 체코, 슬로바키아, 독일, 오스트리아, 인도, 인도네시아까지 총 11개국 33개 사업장을  통해 세계의 고객들에게 안정적으로 부품을 공급하고 있으며, 대륙별 거점을 중심으로 한 해외 공급망 확대를 통해 글로벌 자동차 부품 전문 회사로 성장하기 위하여 2019년 1월 수동변속기및 시트업체인 현대다이모스가 자동변속기 업체인 현대파워텍을 흡수 합병하였으며, 현대트랜시스(Hyundai Transys)로 사명을 변경했다.
연간생산능력은 파워트레인 830만, 시트 482만대다.

## 비전
- Creative Leader For Mobility Innovation (미래 모빌리티 혁신의 창조적 리더)

## 연혁
Establishment
- 1994년 2월: 회사설립 (현대기술개발)
- 1997년: 현대정공(주) 변속기 사업 인수
- 1998년: 서산 파워트레인 공장(現 현대트랜시스 성연공장) 준공
- 1999년: ISO9001 인증 획득
- 2000년: QS9000 인증 획득
- 2001년: 현대파워텍(주) (現 현대트랜시스 지곡공장) 준공

Expansion
- 2002년: 코리아정공(주) 합병
- 2003년: 다이모스(주)로 사명 변경, ISO/TS16949 국제품질 인증 획득
- 2004년: ISO14001/OHSAS18001 환경안전인증 획득, 미국 디트로이트 법인 설립, 시트사업 진출/ 중국 북경법인(시트) 설립, 현대오토모티브 인수 (現 현대엠시트(주))

Advancement
- 2006년: 체코 법인(시트) 설립
- 2007년: 화성구동 연구센터, 동탄시트연구센터 준공[1], 인도법인(시트) 설립
- 2008년: 한일 리어 인디아 인수, ISO27001 국제보안인증 획득
- 2009년: 신변속기 독자개발 양산, 브라질 법인(시트) 설립
- 2010년: 중국 일조 법인(P/T), 멕시코 SLP 법인(시트) 설립

Leaping Forward
- 2011년: 현대다이모스(주)로 사명 변경
- 2012년: 중국 상하이지사 설립, 초저상 액슬 독자 개발 양산, 중국 북경 모비스 변속기 법인 인수(북경P/T 법인), 중국 사천 법인(P/T) 설립
- 2013년: 미국 조지아 법인(시트) 설립
- 2014년: 서산2공장(DCT) 준공[2], 슬로바키아 법인(시트), 멕시코 몬테레이 법인(시트) 설립
- 2015년: 중국 창저우 법인(시트), 충칭 법인(시트) 설립
- 2019년: 현대파워텍(주) 합병
- 2019년: 현대트랜시스(주)로 사명 변경
- 2020년: 서산3공장(강건화) 준공
- 2020년: 유럽 테크니컬 센터 설립
- 2020년: 인도네시아 법인(시트) 설립
- 2020년: 일리노이지점 설립
- 2021년: 유럽제어개발랩 설립
- 2022년: 애리조나지점 설립
- 2022년: 앨라배마지점 설립

## 주요 사업장
- 본사 
 성연공장은 EV 감속기, 차세대 첨단 변속기 DCT, 액슬 등 자동차 파워 트레인과 군용 및 철도 차량 파워 트레인을 생산하고 있는 현대트랜시스 파워 트레인 사업의 중추이다. 
 주소: 충청남도 서산시 성연면 신당1로 105 /서산성연농공단지
- 지곡공장 
 지곡공장은 승용차용 전륜 4단부터 후륜 8단, CVT에 이르는 자동변속기 풀 라인업을 생산하고 있다. 
 주소: 충청남도 서산시 지곡면 충의로 958
- 동탄시트연구센터
 현대트랜시스는 2007년 3월, 시트 모듈 및 매커니즘의 독자 개발을 위해 첨단 시험 설비를 갖춘 초일류 시트 연구소를 설립했다. 이 곳에서는 디자인, 설계, 구조 해석, 시험, 시작 등 하나의 시트가 개발되어 차량에 탑재되기까지의 연구 개발 전 과정을 수행하고 있다. 현대트랜시스 시트 연구소에서는 인체 공학적, 감성 공학적인 시트 시스템 연구를 통해 편안함과 안락함, 쾌적함이 느껴지는 고감각 인텔리전트 시트를 개발하고 있다. 
 주소: 경기도 화성시 영천로 174
- 파워 트레인 연구소 
 파워 트레인 연구소는 차량의 핵심 부품인 변속기(Transmission), 액슬(Axle) 및 4륜구동 장치(4WD system), 특수 중기 제품의 개발을 담당하는 곳으로 경기도 화성시에 있다. 이 곳에서는 신소재 개발 및 내구성 테스트, 소음 테스트 및 성능 테스트를 실시하여 고효율, 고강도, 저소음, 고내구성의 완벽한 품질을 갖춘 제품을 개발하고 있다. 
 주소: 경기도 화성시 남양읍 현대기아로 95
- 현대엠시트 
 현대엠시트는 현대트랜시스의 자회사로 최고급 시트를 생산하고 있는 글로벌 시트 표준 공장이다. 
 주소: (아산공장) 충청남도 아산시 신창면 서북부로 231
 (울산공장) 경상북도 경주시 외동읍 관문로 955-1
- 트라닉스 
 트라닉스는 현대트랜시스의 자회사로 파워트레인을 생산하고 있는 글로벌 생산 공장이다. 
 주소: (지곡공장) 충청남도 서산시 지곡면 충의로 958 
 차량의 핵심 부품인 변속기(Transmission)중 자동변속기를 주조후처리, 조립 생산하는 공장으로 소형전륜6단과 8단, 후륜5단, 중형전륜6단과 8단, 대형전륜6단과 8단 2WD, 4WD, 후륜8단 변속기 2WD, 4WD 제품을 조립 생산한다. 
 주소: (성연공장) 충청남도 서산시 성연면 신당1로 105

## 해외 법인
- 중국 북경 P/T 법인 
북경P/T 법인은 2003년 3월 21일 설립했으며 2012년 9월 1일 현대트랜시스의 일원이 되어 새로운 발전의 토대를 만들었다. 북경 P/T 법인은 현대트랜시스 해외 법인 중 규모와 매출액이 가장 큰 법인이며, 중국 지역의 중추 역할을 담당하는 중요한 법인이다. 
 주소: No.2 JiaChuang Road,Opto-mechatronics Industrial Park, Zhongguancun Science Park Tongzhou, Tongzhou district Beijing, 101111, China
- 중국 북경 시트 법인 
북경 시트 법인은 현대트랜시스 시트 사업의 첫 생산 기지로서, 북경현대 품질 5스타를 5년 연속 획득 하였으며, 현재 연 60만대의 시트를 생산 하고 있다. 또한, 글로벌 합작 기업으로 지속적인 성과를 창출하고 있다. 
 주소: 500 meters south to Henan Village Association, Renhe Town, Shunyi District, Beijing, China
- 중국 일조 법인 
2010년 4월 최초의 파워트레인 해외법인으로 설립한 일조법인은 2012년 3월 1일 본 공장 완공과 함께 본격적인 양산을 시작했다. SUV(싼타페, 투싼, 스포티지) 차량의 액슬을 비롯해 변속기, 부변속기(EST) 등의 아이템을 주력으로 생산하여 현대차와 기아차를 비롯하여 중국의 방성실업과 러시아UAZ社 등의 완성차 업체에 자동차 부품을 납품하고 있다. 
 주소: no. 496 Shanghai road, Ri Zhao City, Shandong Province, China
- 중국 사천 법인 
 주소: 641300 No. 2-1 Xiandai Road, Economic Development Zone, Ziyangshi, Sichuansheng, China
- 중국 상해 지사 
상해 지사는 파워 트레인과 시트 등 당사 제품 전반에 걸쳐 신규 고객 창출을 위한 글로벌 영업 활동의 전초 기지로의 역할을 주도적으로 이행하고 있다. 
 주소: 802, B Building, Far East International Plaza No.317, Xianxia Rd, Changning District, Shanghai, China
- 체코 법인 
체코 법인은 2006년 12월 설립 후 2년 만에 공장 완공 및 양산을 시작했으며, 현재 연 30만대의 시트 생산이 가능하다. 특히, 2010년 3월에는 고객 요구에 완벽히 대응하기 위해 폼 패드라인을 개설하여 생산하고 있다. 
 주소: INDUSTRIAL ZONE NOSOVICE, 739 51 Dobrá, Czech Republic
- 인도 법인 
2007년 11월에 설립한 인도 법인은 그 이듬해 7월, 한일리어인도법인(1998년 설립)을 인수하며 기틀을 다졌다. 현재 인도법인에서는 SANTRO와 i10, i20 등의 소형 차종에서 싼타페에 이르는 12개 차종의 시트를 생산하고 있다. 
 주소: Plot No.: A6 & A7, SIPCOT Industrial Park, Irrungattukottai, Sriperumpudur, Kanchipuram District,Tamil Nadu - 602 117. India
- 브라질 법인 
브라질 법인은 2009년 11월 설립 후 2012년 9월부터 본격적인 양산체제에 들어갔으며, 현대차 브라질 전략 차종인 HB20에 탑재되는 시트를 생산하고 있다. 특히 현대트랜시스의 시트가 장착된 HB20 차종은 2013년도에 '브라질 올해의 브랜드상'을 수상하기도 했다. 현대트랜시스 브라질 법인은 라틴 아메리카 지역 최대 국가인 브라질에 위치하여 당사 남미 생산 거점으로서 중요한 역할을 하고 있다. 
 주소: Avenida hyundai 581, bairro agua santa, CEP: 13413-500, Piracicaba, Sao paulo
- 멕시코 SLP 법인 
멕시코 SLP 법인은 2012년 9월부터 양산을 시작하였으며, 현재 10만대의 생산 능력을 갖추고 있다. 멕시코 SLP 법인은 최초의 북미 단독 진출 법인이며, 타 완성차 업체 대응을 목적으로 설립했다는 점에서 큰 의미를 갖는다. 멕시코 SLP 법인은 고객 만족을 통해 북미 시장의 교두보로 성장하는 것을 목표로 성장 중이다. 
 주소: Av. Eje tres 2827, Col.Logistik, Villa de Reyes, S.L.P. C.P. 79526, Mexico
- 미국 디트로이트 법인 
디트로이트 법인은 기술 연구소와 영업지사로서의 기능을 동시에 수행하고 있다. 북미 현지 선진 기술을 확보하고 신기술, 특허, 리콜, 품질 및 시장 정보를 실시간으로 수집하여 전달하는 역할을 수행하고 있고, 북미 고객에 적합한 시트 컴포트와 스타일링 개발도 주도하고 있다. 또한 글로벌 영업 활동의 전초 기지로서 북남미를 비롯한 이머징 마켓 시트 사업 수주 활동을 통한 사업 확장에 주력하고 있다. 
 주소: 37735 Enterprise Court, Suite 300 Farmington Hills, MI 48331, U.S.A
- 미국 조지아 법인 
조지아 법인은 현대트랜시스 최초의 북미 시트 생산 법인으로 2014년 9월부터 양산에 들어간다. 조지아 법인은 생산 환경이 최적화된 클린 공장으로, 완벽한 품질의 시트를 생산하며 북미 최고의 경쟁력을 갖춘 생산 법인으로 성장해갈 계획이다. 
 주소: 715 3rd Avenue West Point Georgia 31833, U.S.A
- 슬로바키아 법인 
 주소: Bratislavska cesta 3691, 01001 Zilina, Slovakia
- 멕시코 몬테레이 법인 
 주소: Torre 11, Ave.Lazaro Cardenas 2224 Colonia San Agustin, San Pedro Garza Garcia Nuevo Leon CP.66278, Mexico
- 중국 창주 법인
- 중국 중경 법인
- 유럽 테크니컬 센터

## 주요 시설

### 지곡공장 운동장
현대트랜시스 지곡공장 운동장(現代트랜시스池谷工場運動場, Hyundai Transys Jigok Plant Field)은 대한민국 충청남도 서산시에 있는 현대트랜시스 지곡공장 내에 조성된 스포츠 시설이다. 천연잔디구장 1면과 인조잔디구장 1면이 갖춰져 있으며, K7리그 서산 등의 축구 대회가 개최되었다.

## 같이 보기
- 현대파워텍